# مغامرة مدرسة الرهبان
مغامرة مدرسة الرهبان أو مغامرة مدرسة الدير (بالإنجليزية: The Adventure of the Priory School)‏ واحدة من 56 قصة قصيرة من قصص شيرلوك هولمز التي قام بكتابتها السير آرثر كونان دويل. وتعد واحدة من 13 قصة قصير من سلسلة عودة شيرلوك هولمز، نشرت في عام 1904.

## الترجمة العربية
مغامرة مدرسة الرهبان، مؤسسة هنداوي، ترجمة دينا عادل غراب مراجعة محمد فتحي خضر